# Sartes
Sartes là một xã ở tỉnh Vosges, vùng Grand Est, Pháp. Xã này có diện tích 6,86 km² dân số năm 1999 là 92 người. Xã này nằm ở khu vực có độ cao trung bình 313 m trên mực nước biển.

## Biến động dân số
| 1962                                         | 1968 | 1975 | 1982 | 1990 | 1999 |
| -------------------------------------------- | ---- | ---- | ---- | ---- | ---- |
| 109                                          | 118  | 102  | 109  | 103  | 92   |
| Số liệu từ năm 1962: Dân số không tính trùng |      |      |      |      |      |